# (4072) Yayoi
(4072) Yayoi ist ein Hauptgürtelasteroid, der am 30. Oktober 1981 von Hiroki Kōsai und Kiichirō Furukawa vom Kiso-Observatorium aus entdeckt wurde.
Der Asteroid wurde nach der Yayoi-Zeit, einer japanischen Kulturepoche, die ungefähr von 300 v. Chr. bis ins 3. Jahrhundert n. Chr. andauerte, benannt.